# Pia Trollehjelm
Pia Birgitta Trollehjelm, född Wingren 14 maj 1967 i Gustav Adolfs församling i Helsingborg, är en svensk sverigedemokratisk politiker. Hon är sedan 2025 riksdagsledamot, invald för Skåne läns västra valkrets.